# Zádubnie
Zádubnie je městská část Žiliny. Leží severně od centra města na severní straně protáhlého hřbetu vrchu Dubeň. Na západě sousedí s městskou částí Budatín a na severu s městskou částí Brodno. Ze Zádubnia jsou pěkné výhledy přes Považský Chlmec na Hričovskou přehradu a na okolní přírodu.
Zádubnie je zmiňováno už v roce 1438 jako Zadubnye. V erbu mělo muže s vidlicovitou haluzí na rameni, kráčejícího doleva. Patřilo pod Budatínské panství. V roce 1784 mělo 205 obyvatel a roku 1980, kdy bylo přičleněno k Žilině, 746 obyvatel. V roce 2011 mělo Zádubnie 755 obyvatel.
Staré Zádubnie bylo vybudováno na svahu vrchu Dubeň. Výstavba se postupně rozšiřovala podél cesty vedoucí z Budatína. Po vybudování nové komunikace do Zastránia pokračovala výstavba i podél této cesty. V posledních letech se individuální bytová výstavba soustřeďuje do městských částí Budatín a Zádubnie, které budou brzy stavebně propojeny. Na konci obce směrem do Zastrání byl v minulosti postaven školní statek. Městská část je bez průmyslu.
V Zádubniu je základní škola, fotbalový klub TJ Hviezda Zádubnie, kulturní dům, kaple, Dětské krizové centrum Náruč a jako bývalá obec má vlastní hřbitov. Od roku 2003 spolu s městskými částmi Budatín a Zástranie patří pod Římskokatolickou farnost Zástranie. 10. října 2005 byl vysvěcen Dům Smutku Božího Milosrdenství.